# Trichomycterus castroi
Trichomycterus castroi är en fiskart som beskrevs av De Pinna 1992. Trichomycterus castroi ingår i släktet Trichomycterus och familjen Trichomycteridae. Inga underarter finns listade i Catalogue of Life.